# 방용국
방용국(方容國, 1990년 3월 31일 ~ )은 대한민국 보이 그룹 B.A.P의 리더, 메인래퍼를 맡았었다.

## 학력
- 서울개웅초등학교 (졸업)
- 개웅중학교 (졸업)
- 유한공업고등학교 (졸업)
- 경희사이버대학교 (휴학)